# Parallelia curvilimes
Parallelia curvilimes là một loài bướm đêm trong họ Erebidae.